# Коммерческая тайна
Коммерческая тайна — режим конфиденциальности информации, позволяющий её обладателю при существующих или возможных обстоятельствах увеличить доходы, избежать неоправданных расходов, сохранить положение на рынке товаров, работ, услуг или получить иную коммерческую выгоду. Под режимом конфиденциальности информации понимается введение и поддержание особых мер по защите информации.
Также под коммерческой тайной могут подразумевать саму информацию, которая составляет коммерческую тайну, то есть, научно-техническую, технологическую, производственную, финансово-экономическую или иную информацию, в том числе составляющую секреты производства (ноу-хау), которая имеет действительную или потенциальную коммерческую ценность в силу неизвестности её третьим лицам, к которой нет свободного доступа на законном основании и в отношении которой обладателем такой информации введён режим коммерческой тайны.
Обладатель информации имеет право отнести её к коммерческой тайне, если эта информация отвечает вышеуказанным критериям и не входит в перечень информации, которая не может составлять коммерческую тайну. Чтобы информация получила статус коммерческой тайны, её обладатель должен исполнить установленные процедуры (составление перечня, нанесение грифа и некоторые другие). После получения статуса коммерческой тайны информация начинает охраняться законом.
Разглашение информации, составляющей коммерческую тайну — действие или бездействие, в результате которых информация, составляющая коммерческую тайну, в любой возможной форме (устной, письменной, иной форме, в том числе с использованием технических средств) становится известной третьим лицам без согласия обладателя такой информации либо вопреки трудовому или гражданско-правовому договору.
За разглашение (умышленное или неосторожное), а также за незаконное использование информации, составляющей коммерческую тайну, предусмотрена ответственность — дисциплинарная, гражданско-правовая, административная, уголовная и материальная. Материальная ответственность наступает независимо от других форм ответственности.

## История
В 1817 году в Великобритании, а в 1837 году в США впервые на судебных процессах обсуждалась коммерческая тайна, а решения этих судов стали важными прецедентами. Первым в мире законом, охраняющим коммерческую тайну, стал закон, подписанный в 1844 году французским королём Луи-Филиппом. В 1845 г. российский император Николай I ввел наказание за разглашение коммерческой тайны в «Уложении о наказаниях общего определения». К началу XX века во всех европейских странах защищалась коммерческая тайна.
Однако, в XX веке почти все развитые государства отошли от защиты коммерческой тайны. В одних случаях это было связано с введением антитрестовского законодательства, в других — с борьбой с коррупцией. Во многих государствах были даже введены законы, принуждающие акционерные общества раскрывать определённую информацию. В России, а в дальнейшем — в СССР и странах Восточной Европы, коммерческая тайна была отменена как пережиток капитализма.
Тем не менее, как правило, во всех западных странах предприниматели сохранили право уволить работника за промышленный шпионаж. Швейцария была одним из немногих государств, где законодательство об охране коммерческой тайны не переставало действовать в течение всего XX века.
Во второй половине XX века стал популярным довод о том, что введение коммерческой тайны в области технологий ускорит научно-технический прогресс, поощряя предпринимателей создавать оригинальные разработки вместо копирования чужих. В 1974 году Верховный суд США разрешил штатам принимать свои законы об охране коммерческой тайны. В 1996 году в США был принят Закон об экономическом шпионаже, криминализирующий (объявлявший преступлением) кражу технологических секретов в пользу иностранных государств (§ 1831 Кодекса Соединённых Штатов) и кражу технологических секретов в коммерческих целях (§ 1832). В течение 1990-х годов законы о коммерческой тайне вновь (а иногда — впервые) появились в России, Германии, Чехии, Венгрии, Таиланде, Японии, Китае.
В одних государствах (например, в Японии, Франции) наказание ограничивается штрафом или возмещением ущерба, в других (например, в Германии) возможна и уголовная ответственность, если информация, составляющая коммерческую тайну, была получена с помощью незаконных действий.
В России защита коммерческой тайны законодательно регламентирована достаточно жёстко (ст. 183 УК РФ и ст.15 Федерального закона от 20 февраля 1995 года «Об информации, информатизации и защите информации») и подразумевает выполнение организацией, защищающей свою информацию, целого ряда требований.

## Защита коммерческой тайны
Прежде всего, компании должны начать с надлежащих процедур регистрации. Все сотрудники должны подписать контракт с положениями о неразглашении, когда они соглашаются не разглашать конфиденциальную информацию. Другим пунктом, который может быть включен в контракт, является пункт, не допускающий конкуренции, который запрещает сотрудникам работать на аналогичной должности в фирме-конкуренте или начинать бизнес с конфиденциальной информацией предприятия.  Эти соглашения всегда связаны ограничениями во времени и географическими границами. Именно поэтому компаниям необходимо принять дополнительные меры для защиты коммерческой тайны. 
Работодатели должны постоянно отслеживать электронную почту сотрудников и работу, которую они выполняют на устройствах компании. Кроме того, должна существовать политика, которая обязывает сотрудников выполнять все свои обязанности на устройствах компании, а не на личных устройствах. Тем не менее, весь этот мониторинг должен проводиться с ограничениями, конфиденциальность сотрудников должна соблюдаться, в противном случае это может стать угрозой для лояльности сотрудников. Во-вторых, следует проводить заключительные собеседования со всеми увольняющимися сотрудниками, напоминая им об обязательствах по окончании трудовой деятельности в отношении неразглашения коммерческой тайны. Весь инвентарь и носители конфиденциальной информации, предоставленные работнику, должны быть возвращены обратно.